# プロトン・イグゾラ
イグゾラ (EXORA)は、プロトンが製造販売している自動車である。

## 概要
2009年4月15日に発売。マレーシアで開発された初のMPVである。
完全新設計のプラットフォームが新たに開発され、サスペンションは前部にはマクファーソンストラットが、後部にはトーションビームが採用された。
エンジンは独自開発の直列4気筒 1.6L DOHC 16バルブ カンプロCPSエンジンが搭載される。変速機は当初4速オートマチックトランスミッションのみであったが、やや遅れて2009年7月に5速マニュアルトランスミッション搭載モデルも発表された。
2009年7月17日にはシンガポールで発売開始。24日にはインドネシア国際モーターショーに出展され、インドネシアでも発売が開始された。タイでは同年12月に発表を予定している。

## 車名
サガと同様、車名は一般公募によって決定された。2008年9月30日まで「プロトン MPV ネーミングコンテスト (Proton MPV Naming Contest) 」によって募られ、2009年2月17日に「Exora」に決定したことが発表された。車名の由来はアカネ科の花、サンタンカ (Ixora) である。
なお、「Exora」の公式発音であるが、「当初はイーゾラと読ませようということだったが、混乱を避けるためイグゾラにした」とのことである。

## 外部リン ク
- プロトン・イクゾラ